# Carpophthoromyia speciosa
Carpophthoromyia speciosa es una especie de insecto del género Carpophthoromyia de la familia Tephritidae del orden Diptera.

## Historia
Albany Hancock la describió científicamente por primera vez en el año 1984.